# وادیم ابراموف (مجری تلویزیونی)
وادیم ابراموف (اوکراینی: Вадим Олександрович Абрамов؛ زادهٔ ۱۲ نوامبر ۱۹۸۰) روزنامه‌نگار، بازیگر، مجری تلویزیون، شومن، و دی‌جی اهل اوکراین است.